# Karim Mayfield
Karim Rasheed Mayfield (ur. 14 grudnia 1980 w San Francisco) – amerykański bokser kategorii junior półśredniej.

## Kariera zawodowa
Jako zawodowy bokser zadebiutował 23 czerwca 2006 roku. W swoim debiucie pokonał przez techniczny nokaut w pierwszej rundzie rodaka Chrisa Mickle'a. 20 marca 2008 roku zmierzył się z niepokonanym rodakiem Francisco Santaną w walce zakontraktowanej na sześć rund. Mayfield zwyciężył niejednogłośnie na punkty (58-56, 56-58, 58-56), zadając rywalowi pierwszą porażkę w karierze.
W swojej 15. zawodowej walce, Mayfield zmierzył się 17 czerwca 2011 roku z byłym mistrzem świata kategorii superpiórkowej Steve'em Forbesem. Mayfield zdominował rywala, wygrywając przez techniczny nokaut w dziesiątej rundzie. Walka została przerwana przez sędziego w ostatniej, dziesiątej rundzie, gdy Forbes nie odpowiadał na uderzenie rywala, broniąc się. W swojej kolejnej walce, która odbyła się 1 października 2011 roku, Mayfield zmierzył się z reprezentantem Wenezueli Patrickiem Lópezem w pojedynku zakontraktowanym na dziesięć rund. Mayfield zwyciężył jednogłośnie na punkty, wygrywając większość rund. Stawką pojedynku był pas WBO NABO w kategorii junior półśredniej.
29 marca 2014 zmierzył się z Portorykańczykiem Thomasem Dulorme w pojedynku o mistrzostwo Ameryki Północnej w kategorii junior półśredniej. Mayfield doznał pierwszej porażki w karierze, przegrywając jednogłośnie na punkty. Po dziesięciu wyrównanych rundach sędziowie przyznali Dulorme jednogłośne zwycięstwo. Zdanie sędziów podzielili również komentatorzy stacji, którzy wypunktowali wygraną Portorykańczyka 96-94. 18 lipca 2014 roku doznał kolejnej porażki. Po dziesięciu rundach, Mayfield przegrał jednogłośnie na punkty z młodszym rodakiem Emmanuelem Taylorem. Po bardzo wyrównanym pojedynku sędziowie minimalną przewagą wypunktowali zwycięstwo Taylora, który był liczony przez sędziego w rundzie ósmej.

## Lista walk na zawodowym ringu
| Legenda |
| SD – decyzja niejednogłośna \| D – remis \| TKO – techniczny nokaut \| MD – decyzja większości sędziów \| DQ – dyskwalifikacja \| NC – walka nieodbyta \| RTD – poddanie przez narożnik \| KO – nokaut |

| Wynik     | Rekord     | Przeciwnik              | Werdykt | Runda | Data       | Miejsce                                                          | Tytuł                           |
| --------- | ---------- | ----------------------- | ------- | ----- | ---------- | ---------------------------------------------------------------- | ------------------------------- |
| Wygrana   | 19 - 2 - 1 | Michael Balasi          | UD      | 8/8   | 2014-11-18 | Longshoremen's Hall, San Francisco, Kalifornia, USA              |                                 |
| Przegrana | 18 - 2 - 1 | Emmanuel Taylor         | UD      | 10/10 | 2014-07-18 | Paramount Theatre, Huntington, Nowy Jork, USA                    |                                 |
| Przegrana | 18 - 1 - 1 | Thomas Dulorme          | UD      | 10/10 | 2014-03-29 | The Ballroom, Boardwalk Hall, Atlantic City, New Jersey, USA     | NABF (kategoria superlekka)     |
| Wygrana   | 18 - 0 - 1 | Christopher Fernández   | PTS     | 8/8   | 2013-09-28 | StubHub Center, Carson, Kalifornia, USA                          |                                 |
| Wygrana   | 17 - 0 - 1 | Mauricio Herrera        | UD      | 12/12 | 2012-10-27 | ETurning Stone Resort & Casino, Verona, Nowy Jork, USA           | WBO NABO (kategoria superlekka) |
| Wygrana   | 16 - 0 - 1 | Raymond Serrano         | TKO     | 5/10  | 2012-05-18 | Times Union Center, Albany, Nowy Jork, USA                       | WBO NABO (kategoria superlekka) |
| Wygrana   | 15 - 0 - 1 | Patrick López           | UD      | 10/10 | 2011-10-01 | Fitzgerald's Casino & Hotel, Tunica, Mississippi, USA            | WBO NABO (kategoria superlekka) |
| Wygrana   | 14 - 0 - 1 | Steve Forbes            | TKO     | 10/10 | 2011-06-17 | Frank Erwin Center, Austin, Teksas, USA                          |                                 |
| Wygrana   | 13 - 0 - 1 | Sergio Joel De la Torre | TKO     | 5/8   | 2010-06-12 | Kezar Pavilion, San Francisco, Kalifornia, USA                   |                                 |
| Wygrana   | 12 - 0 - 1 | Mario Ramos             | MD      | 6/6   | 2010-03-19 | Grand Sierra Resort and Casino, Grand Theatre, Reno, Nevada, USA |                                 |
| Wygrana   | 11 - 0 - 1 | Francisco Santana       | TKO     | 5/8   | 2009-11-21 | Oracle Arena, Oakland, Kalifornia, USA                           |                                 |
| Wygrana   | 10 - 0 - 1 | Joshua Renteria         | UD      | 6/6   | 2009-08-14 | Desert Diamond Casino, Tucson, Arizona, USA                      |                                 |
| Wygrana   | 9 - 0 - 1  | Roberto Valenzuela      | TKO     | 2/6   | 2009-05-16 | Oracle Arena, Oakland, Kalifornia, USA                           |                                 |
| Wygrana   | 8 - 0 - 1  | Mario Lozano            | UD      | 6/6   | 2009-03-07 | HP Pavilion, San Jose, Kalifornia, USA                           |                                 |
| Wygrana   | 7 - 0 - 1  | Trenton Titsworth       | UD      | 4/4   | 2008-11-20 | HP Pavilion, San Jose, Kalifornia, USA                           |                                 |
| Wygrana   | 6 - 0 - 1  | Francisco Santana       | SD      | 6/6   | 2008-03-20 | HP Pavilion, San Jose, Kalifornia, USA                           |                                 |
| Wygrana   | 5 - 0 - 1  | Rahman Yusubov          | TKO     | 2/6   | 2007-10-13 | Sears Centre, Hoffman Estates, Illinois, USA                     |                                 |
| Wygrana   | 4 - 0 - 1  | Alejo Sepulveda         | TKO     | 1/4   | 2007-08-16 | Sports Arena, Los Angeles, Kalifornia, USA                       |                                 |
| Wygrana   | 3 - 0 - 1  | Ricardo Galindo         | TKO     | 4/4   | 2007-07-19 | Marriott Hotel, Irvine, Kalifornia, USA                          |                                 |
| Remis     | 2 - 0 - 1  | Jorge Padilla           | TD      | 2/4   | 2007-05-24 | HP Pavilion, San Jose, Kalifornia, USA                           |                                 |
| Wygrana   | 2 - 0      | Salvador López          | TKO     | 3/4   | 2006-11-16 | HP Pavilion, San Jose, Kalifornia, USA                           |                                 |
| Wygrana   | 1 - 0      | Chris Mickle            | TKO     | 1/4   | 2006-06-23 | Oakland Arena, Oakland, Kalifornia, USA                          | Debiut                          |